# آش مصطفی
آش مصطفی یکی از خوراک‌های سنتی ایرانی است که در استان مرکزی تهیه می‌شود.
در بعضی از شهرها به این آش ماصطفا ،هم گفته می‌شود، ولی مواد اولیه این آش‌ها با یکدیگر فرق دارد..
مواد اولیه تهیه این خوراک شامل برنج، نخود، کشک، برگ چغندر، پیاز داغ، ادویه است.